# Електро-хауз
Електро-хауз (англ. Electro House) — це суміш двох стилів електро і хауз.

## Історія
На початку 1980-х років призвело до появи нового альтернативного стилю в музиці — електро. Незважаючи на великий успіх, стиль був швидко витіснений в середині 80-х років з появою хіп-хоп руху, побудованого швидше на семплах, ніж на лінії синтезатора. Однак, багато Techno і Dance музикантів продовжували повертатися до того звука, а повномасштабне відродження електро відбулося в Детройті і Великій Британії в середині 1990-х років. House з'явився в середині 1980-х у Чикаго. В епоху нероздільного панування диско, цей стиль був досить рідкісним і, безумовно, ультрамодним в досить вузьких прогресивних колах. Стиль хауз був створений виключно для танців і створювався виключно за допомогою електронних музичних інструментів — драм-машин і синтезаторів.

## Опис
Хауз — не дуже швидка, порядку 130–140 BPM, що супроводжується абсолютно прямим бітом (на кожен другий удар бочки накладений хлопок або snare), на кожній шістнадцятій долі звучить хет. Сучасний хауз повернувся до «коренів» і почав використовувати багато елементів диско, так що під кінець дев'яностих відбулось справжнє відродження цього стилю.